# The New Addams Family Series
The New Addams Family Series est un jeu vidéo d'action-aventure, basé sur la série télévisée La Nouvelle Famille Addams, développé par l'entreprise italienne 7th Sense Studios et distribué par Microïds en 2001 sur Game Boy Color.